# Journal of Sports Economics
Journal of Sports Economics (JSE; Журнал спортивної економіки) — спеціалізований економічний журнал. Видання засноване в 2000.
У журналі публікуються теоретичні та емпіричні дослідження, присвячені різним проблемам спортивної економіки: ринку праці, управління працею, колективними договорами, визначенню рівня оплати праці тощо.
Редактором журналу є американський економіст Денніс Коутс (англ. Dennis C. Coates).
Періодичність виходу журналу: 4 номери на рік.
Імпакт-фактор журналу 2017 року склав 1,107 (у 2016 — 0,76; у 2015 — 0.774), кількість статей коливається близько 40 на рік.